# Каваторе
Каваторе (итал. Cavatore) је насеље у Италији у округу Алесандрија, региону Пијемонт.
Према процени из 2011. у насељу је живело 58 становника. Насеље се налази на надморској висини од 512 м.

## Становништво
| 1936. | 1951. | 1961. | 1971. | 1981. | 1991. | 2001. | 2011. |
| ----- | ----- | ----- | ----- | ----- | ----- | ----- | ----- |
| 813   | 630   | 448   | 295   | 292   | 320   | 310   | 301   |